# La novia (film 2015)
La novia è un film del 2015 diretto da Paula Ortiz.
Il film è ispirato dal dramma teatrale Nozze di sangue di Federico García Lorca, scritto nel 1932 e rappresentato per la prima volta l'anno seguente.

## Trama
Mentre gli sposi si preparano per il matrimonio nel deserto, un racconto di desideri inappagati; desideri proibiti e scelte contrastanti si dispiegano. Ora, tre amanti stanno impotenti davanti alla vera natura dell'uomo. Il destino è inevitabile?

## Riconoscimenti
- 2016 - Premio Goya
  - Migliore attrice non protagonista a Luisa Gavasa
  - Miglior fotografia a Miguel Ángel Amoedo
  - Candidatura a Miglior film
  - Candidatura a Miglior regista a Paula Ortiz
  - Candidatura a Migliore attore protagonista a Asier Etxeandía
  - Candidatura a Migliore attrice protagonista a Inma Cuesta
  - Candidatura a Miglior attore rivelazione a Alex García
  - Candidatura a Miglior sceneggiatura non originale a Paula Ortiz e Javier García Arredondo
  - Candidatura a Miglior colonna sonora a Shigeru Umebayashi
  - Candidatura a Miglior scenografia a Jesús Bosqued Maté e Pilar Quintana
  - Candidatura a Miglior sonoro a Clemens Grulich, César Molina e Ignacio Arenas
  - Candidatura a Miglior trucco e acconciatura a Esther Guillem e Pilar Guillem